# Everett Spur
Der Everett Spur ist ein markanter Felssporn im ostantarktischen Viktorialand. In den Concord Mountains markiert er an der Einmündung des Ebbe-Gletschers in den Lillie-Gletscher das nordwestliche Ende der Everett Range.
Der United States Geological Survey kartierte ihn anhand eigener Vermessungen und Luftaufnahmen der United States Navy aus den Jahren von 1960 bis 1962. Das Advisory Committee on Antarctic Names benannte ihn 1970 nach Kaye Ronald Everett (1934–1994), der als Geologe von 1967 bis 1968 auf der McMurdo-Station und von 1968 bis 1969 auf der Livingston-Insel tätig war.